# 영양군·봉화군·울진군
영양군·봉화군·울진군은 대한민국의 옛 국회의원 선거구이다. 당시 경상북도 영양군, 봉화군, 울진군 지역을 관할했다.

## 역사
제15대 국회의원 선거를 앞두고 영양군·봉화군 선거구와 울진군 선거구가 통합되면서 신설되었다.
제16대 국회의원 선거를 앞두고 선거구 개편이 이루어짐에 따라 영양군은 청송군, 울진군과 함께 청송군·영양군·영덕군 선거구를 이루고 봉화군과 울진군은 봉화군·울진군 선거구를 이루게 됨에 따라 폐지되었다.

## 역대 국회의원
| 선거   | 정당 | 정당     | 의원   |
| ------ | ---- | -------- | ------ |
| 1996년 |      | 신한국당 | 김광원 |

## 역대 선거 결과

### 대한민국 제15대 국회의원 선거
|  | 27.72% |

|  | 20.16% |

|  | 10.81% |

|  | 10.59% |

|  | 10.20% |

|  | 9.10% |

|  | 5.19% |

|  | 2.23% |

|  | 1.78% |

|  | 1.69% |

|  | 0.47% |